# Ado Odo/Ota
Ado Odo/Ota est une zone de gouvernement local de l'État d'Ogun au Nigeria,.

## Source
- (en) Cet article est partiellement ou en totalité issu de l’article de Wikipédia en anglais intitulé « Ado-Odo/Ota » (voir la liste des auteurs).